# Mistrzostwa Polski w Łyżwiarstwie Szybkim w Wieloboju Sprinterskim 1999
18. Mistrzostwa Polski w wieloboju sprinterskim odbyły się w dniach 6-7 lutego 1999 roku na torze Pilica w Tomaszowie Mazowieckim.

## Kobiety
| Pozycja | Zawodniczka        | Klub               | 500 m | Pkt. | 1000 m | Pkt. | 500 m | Pkt. | 1000 m | Pkt. | Suma pkt. |
| ------- | ------------------ | ------------------ | ----- | ---- | ------ | ---- | ----- | ---- | ------ | ---- | --------- |
| 01 !    | Katarzyna Wójcicka | Górnik Sanok       |       |      |        |      |       |      |        |      | 174,370   |
| 02 !    | Urszula Kurbat     | SNPTT SMS Zakopane |       |      |        |      |       |      |        |      | 176,105   |
| 03 !    | Aleksandra Przeor  | Orzeł Elbląg       |       |      |        |      |       |      |        |      | 177,540   |

## Mężczyźni
| Pozycja | Zawodnik           | Klub                       | 500 m | Pkt. | 1000 m | Pkt. | 500 m | Pkt. | 1000 m | Pkt. | Suma pkt. |
| ------- | ------------------ | -------------------------- | ----- | ---- | ------ | ---- | ----- | ---- | ------ | ---- | --------- |
| 01 !    | Paweł Abratkiewicz | Pilica Tomaszów Mazowiecki |       |      |        |      |       |      |        |      | 148,340   |
| 02 !    | Tomasz Świst       | Podhale Nowy Targ          |       |      |        |      |       |      |        |      | 149,385   |
| 03 !    | Paweł Zygmunt      | Węgierska Korona Krynica   |       |      |        |      |       |      |        |      | 154,240   |